# Stiepan Kraszeninnikow

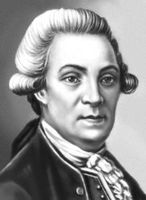
Stiepan Kraszeninnikow

Stiepan Kraszeninnikow (ros. Степан Петрович Крашенинников) (ur. 31 października?/11 listopada 1711 w Moskwie, zm. 25 lutego?/8 marca 1755 w Petersburgu) – rosyjski podróżnik, geograf, botanik i etnograf, badacz Syberii i Kamczatki.
Chociaż był synem zwykłego żołnierza, dzięki zdolnościom i uporowi udało mu się ukończyć dobre szkoły w Moskwie. Posiadł m.in. znajomość greki i łaciny. W 1732 r. w grupie 12 wyróżniających się uczniów został skierowany do Gimnazjum Akademickiego przy petersburskiej Akademii Nauk. Tu znów wyróżnił się wiedzą i zaangażowaniem, dzięki czemu włączono go do składu tzw. Wielkiej Ekspedycji Północnej, która wyruszyła z Petersburga wiosną 1733 r. Jej członkowie dotarli do Irkucka na wiosnę 1735 r., po drodze zbierając dane na temat geografii i przyrody obszarów Syberii, zamieszkujących je ludów i historii. W 1736 r. na własną prośbę został wysłany na Kamczatkę, a akademicy pozostali w Irkucku, prowadząc badania tego rejonu Syberii. Na półwyspie przebywał przez 4 lata. W tym czasie zebrał bezcenne informacje o jego geografii, przyrodzie i zamieszkujących ludach, w tym o ich językach.
W lutym 1743 r. wrócił do Petersburga, gdzie został zatrudniony w ogrodzie botanicznym tamtejszej Akademii Nauk. Został adiunktem historii naturalnej i botaniki Petersburskiej Akademii Nauk (1745 r.), a od 1747 r. faktycznie kierował ogrodem. 11 kwietnia 1750 r. został wybrany profesorem katedry historii naturalnej i botaniki, będąc pierwszym rosyjskim akademikiem w tej dziedzinie nauk. W następnych latach opracowywał swoje materiały z Syberii i Kamczatki. Jednocześnie w latach 1749–1752 badał florę guberni petersburskiej. W 1752 r. odbył swoją ostatnią podróż w rejon jeziora Ładoga i Nowogrodu z zamiarem opracowania flory Ingrii.
Zmarł młodo, nie doczekawszy się druku dzieła swego życia. Opisanije ziemli Kamczatki (1755), tłumaczone następnie i wielokrotnie wydawane w całej Europie, stanowiło przez długi okres jedyne źródło wiedzy o tym półwyspie. S. Berg w historii rosyjskich odkryć geograficznych napisał o Kraszeninnikowie, że „Wraz z Łomonosowem był ozdobą Akademii”.
Kraszeninnikow został pochowany na cmentarzu petersburskiej Cerkwi Błagowieszczeńskiej na Wyspie Wasiliewskiej. W 1988 r. jego prochy przeniesiono ze zlikwidowanego jeszcze w XVIII w. cmentarza błagowieszczeńskiego na Cmentarz Łazariewski.